# Piotr Wojdyło
Piotr Wojdyło (ur. 26 marca 1986 w Krakowie) – polski prezenter telewizyjny, dziennikarz, konferansjer i aktor.

## Życiorys
W 2009 ukończył studium aktorskie SPOT. Studiował kulturoznawstwo i dziennikarstwo radiowo-telewizyjne na Uniwersytecie Ignatianum w Krakowie oraz na Wydziale Radia i Telewizji Uniwersytetu Śląskiego, ukończył także studia w Wyższej Szkoły Biznesu – National Louis University w Nowym Sączu.
Współtworzył grupę kabaretową Prysły Zmysły. W latach 2008–2014 występował w Teatrze Lalki i Aktora Parawan. Prowadził zajęcia teatralne w Miejskim Ośrodku Kultury w Bukownie i w studiu edukacyjno-szkoleniowym „Efendi Clue” w Bukownie. Został wykładowcą zajęć z dziennikarstwa na Uniwersytecie Ignatianum w Krakowie. 
Od lat współpracuje z TVP, w której zadebiutował jako prezenter pogody (później również jako gospodarz serwisów informacyjnych i programu publicystycznego) w krakowskim oddziale TVP, później występował m.in. w programach: Kronika i Europa to my. Od 2022 jest gospodarzem studia na platformie multimedialnej playkrakow.com. Od 20 lutego do grudnia 2024 współprowadził (z Katarzyną Pakosińską) program poranny Pytanie na śniadanie w TVP2. Prowadzi także własny kanał na platformie YouTube.

## Życie prywatne
Jest żonaty i ma trójkę dzieci.

## Filmografia[8]
Aktor
- 2019-2021: Zakochani po uszy jako lekarz
- 2021-2023: Papiery na szczęście jako lekarz